# Amanda Anisimova

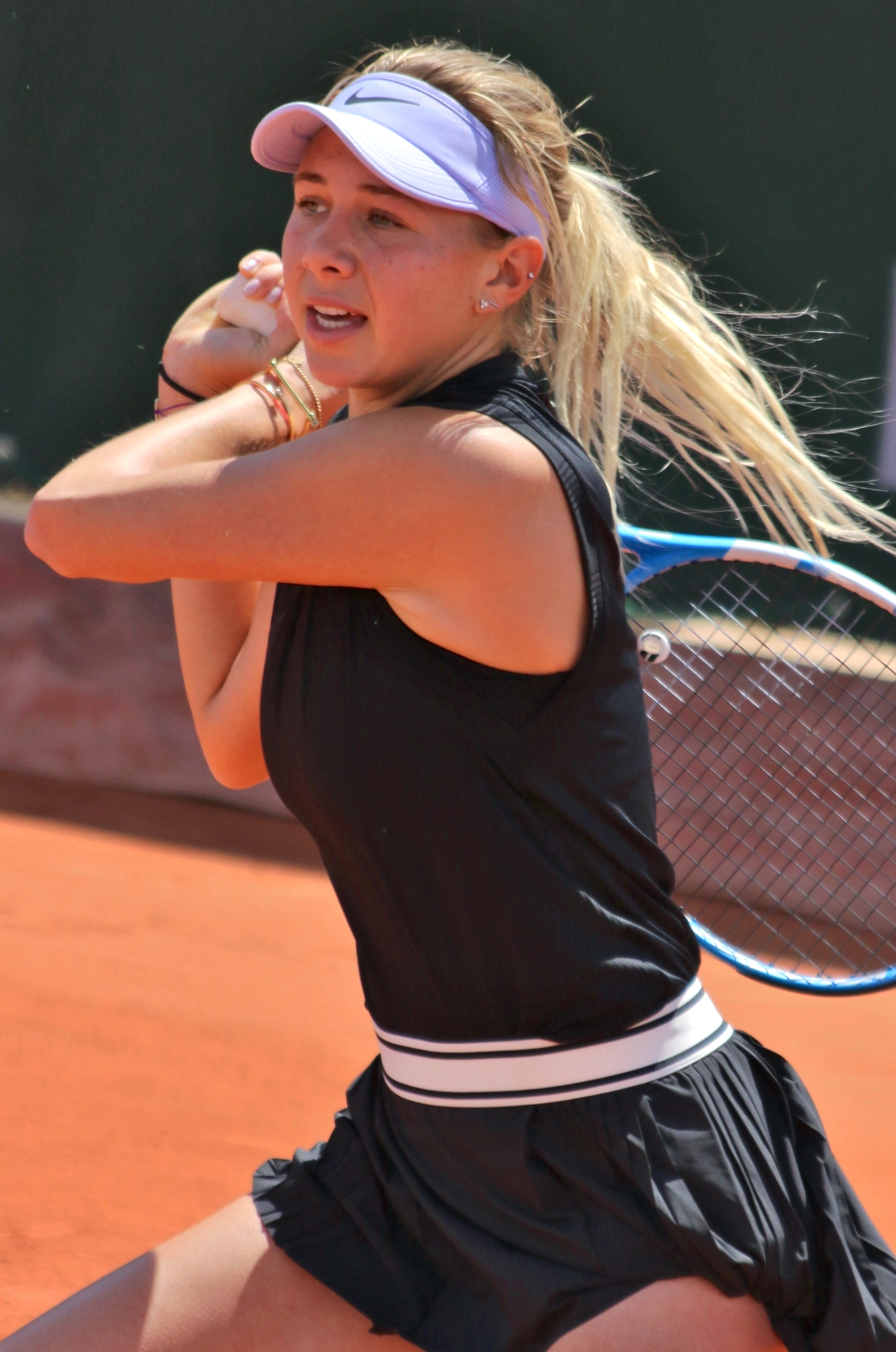
Roland Garros 2019

Amanda Kay Victoria Anisimova (Freehold Township, New Jersey, 31 augustus 2001) is een tennisspeelster uit de Verenigde Staten van Amerika. Anisimova begon op driejarige leeftijd met het spelen van tennis. Zij speelt rechtshandig en heeft een tweehandige backhand. Zij is actief in het internationale tennis sinds 2017.

## Loopbaan
In september 2014 speelde Anisimova haar eerste toernooi als juniorprofessional in Waco. In mei 2016 bereikte zij de finale van het meisjestoernooi van Roland Garros, waarin zij verloor van Rebeka Masarova.
In 2017 kreeg zij een wildcard voor Roland Garros, waarmee zij haar eerste grandslamtoernooi speelde. Op het US Open van 2017 won zij in de finale van het meisjesenkelspeltoernooi van Cori Gauff met 6-0 en 6-2.
In september 2018 bereikte Anisimova de enkelspelfinale van het WTA-toernooi van Japan, waardoor zij voor het eerst binnenkwam in de top 100 van de WTA-ranglijst.
Op het Australian Open 2019 bereikte zij de vierde ronde, door Wit-Russin Aryna Sabalenka te verslaan. In april 2019 won zij haar eerste WTA-titel, op het toernooi van Bogota. In de finale zegevierde zij over de Australische Astra Sharma. Op Roland Garros behaalde zij haar grootste overwinning tot dan toe: in de kwartfinale versloeg zij titelverdedigster Simona Halep. Hiermee bereikte zij als zeventienjarige haar eerste halve finale in een grandslamtoernooi. In oktober bereikte zij de 21e plek op de wereldranglijst van het enkelspel.
In 2023, na het WTA-toernooi van Madrid waar zij in de eerste ronde had verloren van de Nederlandse Arantxa Rus, nam Anisimova een professionele pauze van acht maanden. Daardoor zakte zij buiten de top 400 in januari 2024.
In augustus 2024 bereikte zij de finale van het WTA 1000-toernooi van Toronto – zij verloor die eindstrijd van landgenote Jessica Pegula, maar kwam op de WTA-ranglijst weer binnen op de top 50.
In februari 2025 bereikte zij nogmaals een WTA 1000-finale, in Doha – ditmaal won zij de titel, door in de eindstrijd de Letse Jeļena Ostapenko te verslaan. Daarmee maakte zij haar entrée in de top 20 van de wereldranglijst. In juli bereikte zij de finale van Wimbledon – zij verloor die van de Poolse Iga Świątek met 0–6 en 0–6. Door dit resultaat trad zij toe tot de mondiale top tien in het enkelspel.

## Posities op deWTA-ranglijst
Positie per einde seizoen:
| jaar | rang enkelspel | rang dubbelspel |
| ---- | -------------- | --------------- |
| 2016 | 764            | –               |
| 2017 | 192            | 777             |
| 2018 | 95             | –               |
| 2019 | 24             | 414             |
| 2020 | 30             | 468             |
| 2021 | 78             | 488             |
| 2022 | 23             | –               |
| 2023 | 359            | –               |
| 2024 | 36             | –               |

## Resultaten grandslamtoernooien
| Legenda | Legenda                          |
| ------- | -------------------------------- |
| g.t.    | geen toernooi gehouden           |
| l.c.    | lagere categorie                 |
| –       | niet deelgenomen                 |
| G       | uitgeschakeld in de groepsfase   |
| 1R      | uitgeschakeld in de eerste ronde |
| 2R      | uitgeschakeld in de tweede ronde |
| 3R      | uitgeschakeld in de derde ronde  |
| 4R      | uitgeschakeld in de vierde ronde |
| KF      | uitgeschakeld in de kwartfinale  |
| HF      | uitgeschakeld in de halve finale |
| F       | de finale verloren               |
| W       | het toernooi gewonnen            |
| w-v     | winst/verlies-balans             |

### Enkelspel
| toernooi        | 2017 | 2018 | 2019 | 2020 | 2021 | 2022 | 2023 | 2024 | 2025 |
| --------------- | ---- | ---- | ---- | ---- | ---- | ---- | ---- | ---- | ---- |
| Australian Open | –    | –    | 4R   | 1R   | –    | 4R   | 1R   | 4R   | 2R   |
| Roland Garros   | 1R   | –    | HF   | 3R   | 1R   | 4R   | –    | 2R   | 4R   |
| Wimbledon       | –    | –    | 2R   | g.t. | 1R   | KF   | –    | –    | F    |
| US Open         | –    | 1R   | –    | 3R   | 2R   | 1R   | –    | 1R   |      |

### Vrouwendubbelspel
| Australian Open | –  | 1R | –  |
| Roland Garros   | –  | 2R | 2R |
| Wimbledon       | –  | –  | –  |
| US Open         | 1R | –  | –  |

### Gemengd dubbelspel
| toernooi        | 2017 | 2018 |      | 2020 |
| --------------- | ---- | ---- | ---- | ---- |
| Australian Open | –    | –    | 2R   |      |
| Roland Garros   | –    | –    | g.t. |      |
| Wimbledon       | –    | –    | g.t. |      |
| US Open         | 1R   | 1R   | g.t. |      |

## Palmares
| Legenda                 |
| ----------------------- |
| Grandslamtoernooi       |
| Olympische Spelen       |
| Year-End Championships  |
| Premier Mandatory       |
| Premier Five / WTA 1000 |
| Premier / WTA 500       |
| International / WTA 250 |
| Challenger / WTA 125    |

### Overwinningen op een regerend nummer 1
Anisimova heeft tot op heden éénmaal een partij tegen een op dat ogenblik heersend leider van de wereldranglijst gewonnen (peildatum 10 juli 2025):
| nr. | datum      | toernooi  | ronde        | tegenstandster  | score         |         |
| --- | ---------- | --------- | ------------ | --------------- | ------------- | ------- |
| 1.  | 2025-07-10 | Wimbledon | halve finale | Aryna Sabalenka | 6-4, 4-6, 6-4 | details |

### WTA-finaleplaatsen enkelspel
| nr.              | finale     | toernooi              | ondergrond | tegenstandster         | score         | details |
| ---------------- | ---------- | --------------------- | ---------- | ---------------------- | ------------- | ------- |
| gewonnen finales |            |                       |            |                        |               |         |
| 1.               | 2019-04-14 | WTA Bogota            | gravel     | Astra Sharma           | 4-6, 6-4, 6-1 | details |
| 2.               | 2022-01-09 | WTA Melbourne         | hardcourt  | Aljaksandra Sasnovitsj | 7-5, 1-6, 6-4 | details |
| 3.               | 2025-02-15 | WTA Doha              | hardcourt  | Jeļena Ostapenko       | 6-4, 6-3      | details |
| verloren finales |            |                       |            |                        |               |         |
| 1.               | 2018-09-16 | WTA Japan (Hiroshima) | hardcourt  | Hsieh Su-wei           | 2-6, 2-6      | details |
| 2.               | 2024-08-12 | WTA Toronto           | hardcourt  | Jessica Pegula         | 3-6, 6-2, 1-6 | details |
| 3.               | 2025-06-15 | WTA Londen            | gras       | Tatjana Maria          | 3-6, 4-6      | details |
| 4.               | 2025-07-12 | Wimbledon             | gras       | Iga Świątek            | 0-6, 0-6      | details |